# Нићифор Диоген
Нићифор Диоген ( грч. Νικηφόρος Διογένης   ), вероватно је био млађи византијски цар - савладар од 1070–1071. Рођен је 1069. син је византијског цара Романа IV Диогена и царице Евдокије Макремволитисе . Проглашен је за млађег цара - савладара 1070. године, иако је овај положај изгубио када му је отац свргнут 1071. године. Цар Алексије I Комнин, након што је збацио цара Нићифора III, поставио је Нићифора за војводу на Криту и поставио га за генерала. Нићифор је направио заверу против њега 1094. године, укључујући бројне Алексијеве поверљиве особе и рођаке, укључујући Алексијевог брата Адријана. За ову заверу је, у складу са византијском традицијом, ослепљен. Након тога се повукао на своја имања, а последње године живота провео је проучавајући класичну књижевност.

## Историја
Нићифор је рођен 1069. син је цара Романа IV Диогена .  Нићифор је вероватно проглашен за млађег цара - савладара 1070. године, упркос томе што је био други син.  Иако је његов полубрат Константин Диоген био најстарији син, рођен је од Романове неименоване прве жене, која је била ћерка Алусијана од Бугарске, и стога је искључен из наследства када се Роман оженио царицом Евдокијом Макремволитисом .  Нићифор је уклоњен као цар - савладар 1071. године, након што је цар Михаило VII збацио цара Романа IV Диогена .  Цар Михаило VII је владао до 1078. године, када га је Нићифор III Вотанијет збацио са власти 24. марта.  Цара Нићифора III је и сам збацио Алексије I Комнин 1081. године. Каже се да се цар Алексије I понашао према Диогеновим синовима, укључујући Нићифора, „као да су његови“.  Нићифор је прогласио за дукса Крита негде почетком 1090-их, вероватно 1089–1091 или 1092–1094. Такође је вероватно добио значајна имања на Криту у исто време када је именован.   
У јуну 1094. Нићифор је почео да прави заверу против цара Алексија I, са циљем да га убије и прогласи се  за цара. Пошто је био порфирогенит, рођен од цара Романа IV док је још владао, имао је више легитимитета од цара Алексија I, који је био у крвном сродству са престолом само преко свог стрица цара Исака I Комнина .   Нићифор је такође описан са много позитивних карактеристика, као што су природни шарм, магнетна личност и добар изглед. 
Нићифорова побуна укључивала је огроман број Алексијевих поверљивих лица и рођака, укључујући бившу царицу Марију од Аланије, Алексијевог зета Михаила Таронита и Алексијевог брата Адријана Комнина. Потпуна листа имена завереника није позната, али се зна да они укључују водеће чланове сената, војне официре и моћне аристократе. Ана Комнин је дала врло мало имена, иако се сматра да је то било више зато што је у потпуности била срамота него њен недостатак знања. 
Нићифор је два пута покушао лично да убије цара Алексија I, међутим, први пут то није успео због присуства служавке, а други пут га је зауставио стражар. Цар Алексије I је постао сумњичав према Нићифору и наредио је свом брату Адријану да га истражи. Адриан, који је већ био члан завере, пријавио је да није нашао ништа сумњиво. Цар Алексије I, још увек сумњив, тада је ухапсио Нићифора, а након мучења Нићифор је признао све размере завере.  Нићифор је ослепљен 1094. године због завере против цара Алексија I, што је била стандардна казна за заверенике у византијској култури.  Казне које су изречене осталим завереницима нису у потпуности познате, међутим Алексијев брат Адриан нестаје из историје након што је завера откривена, а Михаило Таронит је поштеђен само интервенцијом своје жене Марије Комнине, која је била сестра цара Алексија I.    
Након што је ослепљен, Нићифор се повукао на своја имања и провео преостале године свог живота проучавајући класичну књижевност, док су му слушкиње читале текстове. После 1094. о Нићифору се више ништа не зна.  Године 1095. Нићифоров преварант, Псеудо-Диоген, убедио је куманске поглавице Бонијака и Тугоркана да нападну Византијско царство, свргну цаа Алексија I са престола и поставе га за цара. Кумани су заузели Паристрион пре него што су их византијске снаге, предвођене царем Алексијем I, одбиле.  